# Moskopolje
Moskopolje (albanski: Voskopoja; vlaški/aromunski: Moscopole, Moscopolea; grčki: Μοσχόπολις, Moscopolis; 
makedonski/bugarski: Москополе) gradić je na jugoistoku Albanije. U 18. stoljeću bio je jedan od većih balkanskih gradova (s, po nekima, oko 60.000 stanovnika), trgovački i kulturni centar Vlaha (Aromuna). Imao je prvu tiskaru u ovom dijelu i bio grad s brojnim crkvama. Uništen je 1788. od strane Ali Paše.

## Povijest
Iako je bio smješten na izoliranom mjestu, u planinama južne Albanije, grad je postao značajan centar Vlaha(Aromuna). 
Na svom vrhuncu  (1760. g). imao je čak 60 000 stanovnika, i bio jedan od najznačajnijih gradova Balkana, gotovo odmah do Konstantinopola.
Većinu stanovnika činili su Aromuni ( Vlasi ), ali bilo je i Grka, Slavena i Albanaca. 
Po svjedočenju švedskog povjesničara Johanna Thunmanna, koji je posjetio Moskopolje i napisao povijest Aromuna 1774., svatko u gradu znao je Aromunski (vlaški); mnogi su također govorili i grčki (službeni jezik Bizantskog Carstva), koji su rabili u pisanoj komunikaciji.
Na kraju 18 st. grad je cvjetao, i imao razvijene trgovačke odnose s Njemačkom, Venecijom i Konstantinopolisom, brojne zanatske radnje, oko 70 crkava, banaka, tiskaru (jedina druga u čitavom Otomanskoj Europi bila je u Istanbulu), i čak fakultet (Grčku Akademiju, ili Hellênikon Frôntistêrion, osnovanu 1744 g.). Mnogi autori pisali su i tiskali knjige na dva jezika grčkom (koji je bio jezik kulture i lingua ponte na Balkanu u to vrijeme) i Aromunskom/ Vlaškom ali pisanom na grčkom alfabetu. Godine 1770., izdan je prvi rječnik za četiri suvremena balkanska jezika (Grčki, Albanski, Vlaški/Aromunski i Bugarski) i tiskan je u Moskoplju. (izvor Peyfuss)
Od 1769. počele su nevolje stanovnika Moskoplja, te je godine ruska pomorska eskadra pod Aleksandrom Orlovim pomagala grčki ustanak na Peloponezu, koji je završio Grčkim neuspjehom, dali su Moskopljani uzeli učešća u tome, to nije znano. Ali je to rezultiralo velikim nepovjerenjem Otomanskih vlasti na stanovnike Moskoplja, i davanjem poticaja okolnom neprijateljski raspoloženom stanovništvu,  na nasilje, pljačke i ubojstva Moskopljana, stanovništvo se počelo raseljavati a sve je to kulminiralo razaranjem grada 1788. od strane trupa Ali Paše. Preživjelo stanovništvo pobjeglo je prema Grčkoj, Makedoniji, Srbiji, Rumunjskoj i Bugarskoj. Bogatiji stanovnici potražili su utočište u Austro-Ugarskoj, naročito u Beču i Budimpešti, ali i u Transilvaniji (Sedmogradskoj), gdje su imali značajnu ulogu u buđenju nacionalne svijesti kod Rumunja.
Grad više nikada nije doživio ponovno buđenje. Još jedanput je teško razoren za I. Svjetskog rata 1916., preostale zgrade nastradale su tokom borbi partizana u II. Svjetskom ratu. Od staroga grada, ostalo je samo pet ruševnih crkava, 2002. mjesto je stavljeno na listu 100 najugroženijih povijesnih cjelina od strane UNESCA ( World Monuments Fund ). Danas je Moskopolje (Voskopoja) samo malo selo u Albaniji u distriktu Korče (albanski: Korçë). Uspomene na Moskopolje ostaju važan dio kulture Vlaha (Aromuna)

## Stanovništvo
| 1750. | g. | 45 000 |
| 1788. | g. | 60 000 |
| 2000. | g. | 700    |

## Zemljopisni položaj
Moskopolje se nalazi na 21 km od grada Korče ( albanski: Korçë), u planinama jugoistočne Albanije, na visini od 1160 metara.